# 배트걸 (영화)
《배트걸》(영어: Batgirl)은 미공개 미국의 슈퍼히어로 영화이다. 아딜 엘 아르비와 빌랄 팔라가 연출했으며 DC 확장 유니버스(DCEU) 세계관에 편입 계획이었다. 가수 겸 배우 레슬리 그레이스가 배트걸(바버라 고든) 역을 연기했다.
2022년 8월, 영화 제작은 완료됐지만 HBO 맥스 공개 및 극장 개봉이 취소되었다. 스튜디오의 비용 감축과 DC 필름스 작품들의 극장 개봉에 집중하기 위함으로 평가된다.

## 출연진
- 레슬리 그레이스 - 바버라 고든 / 배트걸 역
- J. K. 시먼스 - 제임스 고든 역
- 제이컵 시피오 - 앤서니 브레시 역
- 마이클 키튼 - 브루스 웨인 / 배트맨 역
- 아이보리 아키노 - 얼리시아 여 역
- 리베카 프런트
- 코리 존슨
- 이선 카이